# 黄麻属
黄麻属（学名：Corchorus）是錦葵目錦葵科下的一个属，为一年生草本或亚灌木植物。该属共有100种，分布于热带地区。

## 物种
本属包括以下物种：
- 甜麻 Corchorus aestuans
- 黄麻 Corchorus capsularis
- Corchorus cunninghamii
- 长蒴黄麻 Corchorus olitorius
- 三室黄麻 Corchorus trilocularis